# Bleeker (Comic)
Bleeker der elektronische Hund (englisch Bleeker the rechargeable dog) ist ein Comic des kanadischen Autors Jonathan Mahood, der seit 2006 erscheint. Bekannt in Deutschland wurde er durch wöchentliche Veröffentlichungen in der Kinderzeit, der Kinderausgabe der Wochenzeitung Die Zeit. Er handelt von dem Jungen Skip und seinem Roboterhund Bleeker.

## Veröffentlichungsgeschichte
Bleeker debütierte im Jahr 2006 auf Comicsherpa, einer Internetseite für noch unbekannte Comics. Februar 2007 nahm GoComics Bleeker in sein Onlinevertriebsnetz auf. Dort findet sich jeden Tag ein neuer Bleeker-Strip in englischer Sprache. Seit März 2007 existiert ein Blog des Autors, welcher mehr oder weniger regelmäßig aktualisiert wird und Einblicke in die Entstehungsgeschichte des Comics bietet. Seit Juni 2008 erscheint wöchentlich ein Comicstrip in der Kinderzeit-Ausgabe der ZEIT. Dies ist die erste Übersetzung der Bleeker-Comics. 2011 wechselte der Vertrieb zu King Features Syndicate.
Mahood nennt als Einflüsse die Peanuts, Bloom County, The Far Site und Krazy Kat.

## Figuren
Skip
Skip ist ein Junge von etwa 14 Jahren. Er hat eine ziemlich chaotische Ader, so dass ihm seine Eltern statt eines echten Hundes lieber einen Roboterhund geschenkt haben. Für diesen gibt es immerhin Ersatzteile.
Bleeker
Bleeker ist ein sehr fortschrittlicher Roboterhund. Er hat alle möglichen technischen Spielereien eingebaut: vom Musikspieler über einen Raketenantrieb bis hin zu einem eingebauten Touchscreen, an dem er sich allerdings nicht gerne anfassen lässt. Vor allem kann er aber sprechen und denken – meistens besser als Skip.
Karl
Im Oktober 2007 erschien der neue Charakter Karl. Karl ist ein cholerischer Staubsaugerroboter. Er nimmt seine Aufgabe äußerst ernst und verbissen wahr. Seine ständige schlechte Laune rührt nicht zuletzt daher, dass er oft Opfer von Skips Streichen ist.
Refurb
Seit März 2008 bewohnt Refurb der Dino-Bot den Haushalt. Refurbs Aufgabe im Haushalt ist nicht klar umrissen. Er ist etwas schwer von Begriff und versteht meistens nicht, worum es gerade geht.
Lila
Lila ist ein Nachbarsmädchen. Sie ist gut in der Schule und mag Skip, schüttelt jedoch immer wieder den Kopf über Skips chaotische Art.
Lewis
Seit Juni 2007 ist Lewis mit dabei. Lewis ist ein dunkelhäutiger Nachbarsjunge und Skips bester Freund. Im Gegensatz zu Skip ist Lewis sehr an technischen Dingen interessiert und entwickelt immer wieder neue Add-Ons für Bleeker.
Skips Familie
Skips Eltern und sein Großvater sind nie im Bild zu sehen, seine Großmutter (Oma Klotzkopf) taucht allerdings ein paar Mal auf. Man hört sie lediglich aus dem Off sprechen. Im Rahmen der geplanten TV-Produktion gibt es jedoch Entwurfszeichnungen von ihnen. Seit Ende 2008 hat Skip eine kleine Schwester namens Molly.